# SERVIS-1
SERVIS-1 (Abkz. für Space Environment Reliability Verification Integrated System, japanisch 実証衛星1号機, Jisshō Eisei 1-gōki, dt. „Nachweissatellit Gerät Nr. 1“) ist japanischer Forschungssatelliten des Institute for Unmanned Space Experiment Free Flyer (USEF) mit einem Auftrag an die New Energy and Industrial Technology Development Organization (NEDO).

## Geschichte
Das SERVIS-Projekt wurde 1999 begonnen und dient der Evaluierung für commercial-off-the-shelf-Teile und Technologien im Weltraum. Als erstes startete SERVIS-1 am 30. Oktober 2003 um 13:43:42 UTC mit einer Rockot-Trägerrakete vom Raketenstartplatz Plessezk in eine polare Umlaufbahn und arbeitete zwei Jahre lang. Der Nachfolger SERVIS-2 wurde am 2. Juni 2010 um 01:59 UTC ebenfalls mit einer Rockot-Trägerrakete vom Raketenstartplatz Plessezk aus gestartet.

## Technik
Der Satellit ist etwa 2,5 m hoch. Das Energieversorgungssystem besteht aus Solarzellenflächen mit einer Spannweite von 10,2 m, welche eine elektrische Leistung von mehr als 1300 W erreichen, die sie über ein 50-V-Bus-System der Nutzlast zur Verfügung stellt. Der über 300 kg schweren Nutzlast selber stehen mehr als 500 W zur Verfügung. Der Satellit besitzt eine 3-Achsen-Stabilisierung, und die Telemetrie erfolgt mit einer Bandbreite von 2 kBit/s (USB), 256 kbps  (HSB) und 4 kbps (Command). Für die Bahnregelung stehen 1-Newton-Hydrazin-Triebwerke zur Verfügung. Die Bodenkontrolle erfolgt vom USEF Space Operations Center (USOC) genannten Kontrollzentrum in Tokio mithilfe des JAXA Ground Stations Network.

## Experimente
Neben den zu testenden Systemen befanden sich auch kommerzielle Elektronikteile zur Evaluation für den Weltraumeinsatz an Bord
|             | SERVIS-1              |
| ----------- | --------------------- |
| SRAM        | 1Mbit, 4Mbit          |
| DRAM        | 128Mbit,256Mbit       |
| SOI SRAM    | 256kbit 0,35 µm rule  |
| FlashMemory | NOR 32Mbit            |
| FPGA        | SRAM type,EEPROM type |

### Experimentalsysteme
Neun Experimentalsysteme wurden an Bord von SERVIS-1 mitgeführt.
| Abkürzung | Name                                                | Beschreibung | Bemerkung |
| --------- | --------------------------------------------------- | ------------ | --------- |
| VTS       | Vane-type Propellant Tank System                    |              |           |
| INU       | Integrated Navigation Unit                          |              |           |
| PCDS      | Power Control and Distribution Unit                 |              |           |
| APDM      | Advanced Paddle Drive Mechanism                     |              |           |
| ATTC      | Advanced Tracking Telemetry and Command Transponder |              |           |
| OBC       | On Board Computer                                   |              |           |
| SIS       | Integrated Satellite Controller with Star Sensor    |              |           |
| LIB       | Lithium Ion Battery System                          |              |           |
| FOIRU     | Fibre Optic Gyro Inertial Reference Unit            |              |           |